# Cesare De Titta
Cesare De Titta (Sant'Eusanio del Sangro, 27 de enero de 1862 – ibidem, 14 de febrero de 1933) fue un poeta italiano en italiano, latín y el dialecto abruzo.
Su madre se llamaba Sofia Loreto, y su padre, Vincenzo De Titta, era notario. Cesare entró en el seminario de Lanciano a los dieciséis años para ser sacerdote y estudió lenguas clásicas en el seminario de Venosa de 1881 a 1889, donde más tarde sería rector. Entre sus obras sobre lingüística, destacamos  Grammatica della lingua viva y Grammatica della lingua latina.

## Obra
- Saggi di traduzione de Catulo (1890)
- Canzoni abruzzesi (1919)
- Nuove canzoni abruzzesi (1923)
- Gente d'Abruzzo (1923)
- Terra d'oro (1925)
- Acqua, foco, vento (1925)